# Batalla de La Chincúa
La batalla de La Chincúa fue una acción militar de la guerra de Independencia de México, efectuada del 19 de abril al 28 de mayo de 1813, en una ranchería en la localidad de Tonalá, Chiapas. Los insurgentes comandados por el general Mariano Matamoros lograron derrotar a las fuerzas realistas comandadas por el teniente coronel Manuel Servando Dambrini. 

## Antecedentes
Matamoros se desplazó con poco más de 1000 hombres con fin de enfrentarse a los realistas. Manuel Servando Dambrini, sabiendo de la ofensiva insurgente comenzó la retirada con dirección a Guatemala. Cuando ambas tropas se encontraron aproximadamente a 6 kilómetros de Tonalá, comenzó el primer enfrentamiento en donde resultaron vencedores los rebeldes.

## Batalla
Ante esta derrota, los realistas fueron perseguidos por la caballería insurgente, obligándolos a internarse en la villa de Tonalá. A la llegada de Matamoros, este obligó a Dambrini a capitular, entregándosele armamento, municiones y provisiones. Los prisioneros españoles fueron fusilados en la bahía de Paredón. Durante la batalla, Matamoros resultó herido en una pierna, por lo que permaneció refugiado en la ranchería La Chincúa. Poco después de esta victoria le fue conferido el grado de teniente general.